# Diplazium sanctae-rosae
Diplazium sanctae-rosae là một loài thực vật có mạch trong họ Woodsiaceae. Loài này được H. Christ miêu tả khoa học đầu tiên năm 1907.